# À Travers les Hauts-de-France
À Travers les Hauts-de-France, conosciuta fino al 2018 come Paris-Arras Tour, è una corsa a tappe maschile di ciclismo su strada che si disputa ogni anno nella regione dell'Alta Francia, in Francia. Disputata per la prima volta nel 2010, dal 2013 fa parte del calendario dell'UCI Europe Tour come gara di classe 2.2.

## Albo d'oro
Aggiornato all'edizione 2021.
| Anno | Vincitore                             | Secondo                               | Terzo                                 |
| ---- | ------------------------------------- | ------------------------------------- | ------------------------------------- |
| 2010 | Rudy Lesschaeve                       | Alban Cormier                         | Romain Delalot                        |
| 2011 | Romain Delalot                        | Alex Defretin                         | Arnaud Démare                         |
| 2012 | Benoît Daeninck                       | Joseph Lewis                          | Alexis Gougeard                       |
| 2013 | Joey Rosskopf                         | Julien Duval                          | Giorgio Brambilla                     |
| 2014 | Maxime Vantomme                       | Rudy Barbier                          | Julien Duval                          |
| 2015 | Joeri Calleeuw                        | Gaëtan Bille                          | Olivier Pardini                       |
| 2016 | Aidis Kruopis                         | Rémi Cavagna                          | Alexander Edmondson                   |
| 2017 | Jordan Levasseur                      | Joeri Stallaert                       | Yann Guyot                            |
| 2018 | Stephan Rabitsch                      | Josef Černý                           | Jannik Steimle                        |
| 2019 | Ethan Hayter                          | Matthew Walls                         | Fred Wright                           |
| 2020 | annullata per la Pandemia di COVID-19 | annullata per la Pandemia di COVID-19 | annullata per la Pandemia di COVID-19 |
| 2021 | Jason Tesson                          | Campbell Stewart                      | Marijn van den Berg                   |